# 毛果绳虫实
毛果绳虫实（学名：Corispermum declinatum var. tylocarpum）为藜科虫实属下的一个变种。